# Prithvi
Prithvi (sanskrt पृथ्वी, Pṛthvī/Pṛthivī) hinduistička je božica Zemlje, poznata i kao Prithvi Mata („Majka Zemlja”) te je povezana s kravama. Njezin je muž bog Dyaus Pita („Otac Nebo”) te je njihov sin bog Indra (nebesko božanstvo, pandan Thoru i Zeusu).
U Indoneziji, Prithvi je poznata kao Ibu Pertiwi, dok je u budističkim tekstovima spomenuta kao zaštitnica Bude, koja je svjedočila njegovom prosvjetljenju. Prithvin je oblik božica Bhūmi. Obje predstavljaju žensku energiju svemira.

## Poveznice
- Geja — grčki pandan Prithvi
- Majka Zemlja